# Avenue Léo-Lagrange
L'avenue Léo-Lagrange est une voie de la commune française de Thiers dans le département du Puy-de-Dôme en région Auvergne-Rhône-Alpes.

## Situation et accès
Située dans la ville-basse, c'est l'une des voies publiques les plus empruntées de la ville.
Dans la continuité de l'avenue du Général-de-Gaulle, l'avenue Léo Lagrange compte le plus de grandes surfaces de la ville de Thiers : deux hypermarchés (E.Leclerc et Carrefour), trois supermarchés (Intermarché, Lidl et Aldi) et deux centres commerciaux (La Varenne et les Molles).
L'avenue mène au stade Antonin Chastel et à la maison des sports qui forment ensemble le parc des sports Antonin Chastel.

## Origine du nom
Elle porte le nom de l'homme politique français Léo Lagrange (1900-1940).

## Historique
La route fait partie d'une ancienne voie romaine reliant Pont-du-Château à Thiers par la grande plaine de la Limagne.
En 1824, l'avenue qui n'est pas encore appelée ainsi, est classée comme étant une Route nationale française. Elle portait au début, le numéro 89. Par la suite, elle sera également une portion de la Route nationale 106 tout en restant classée Route nationale 89. Lors de la construction de la rocade de Thiers, l'ancienne RN106 ne passera plus par la RN89.
Des années 60 aux années 90, la ville-basse s'étend vers l'ouest en direction de Peschadoires  le long de la Route nationale 89 qui porte ici successivement les noms d'avenue du Général-de-Gaulle et d'avenue Léo-Lagrange.
En 1979, sous l'impulsion du maire, Maurice Adevah-Pœuf, l'avenue est entièrement réhabilitée. Un terre plein central, encore visible aujourd'hui, est placé entre les deux voies de sens opposé.